# Protokol (računalništvo)
Protokol (angleško protocol) je formalen opis pravil za izmenjavo sporočil, ki jih je treba spoštovati, da se lahko med seboj sporazumevajo računalniški sistemi v omrežju.
Nižjeravenski protokoli določajo električne in fizikalne standarde, ki jih je treba upoštevati, vrstni red bitov in bajtov, način oddajanja ter zaznavanja in odpravljanja napak. Višjeravenski protokoli se ukvarjajo z oblikovanjem podatkov in sporočil, komunikacijo med terminalom in računalnikom, nabori znakov, zaporedjem sporočil, ipd. Zgled dobro razširjenega protokola je ISO/OSI.